# Wembley Championships 1988
Il Wembley Championships 1988 è stato un torneo di tennis giocato sintetico indoor della Wembley Arena di Londra in inghilterra. È stata la 40ª edizione del torneo che fa parte del Nabisco Grand Prix 1988. Il torneo si è giocato dall'8 al 13 novembre 1988.

## Campioni

### Singolare maschile
Jakob Hlasek ha battuto in finale  Jonas Svensson con il punteggio di 6–7, 3–6, 6–4, 6–0, 7–5

### Doppio maschile
Ken Flach /  Robert Seguso hanno battuto in finale  Marty Davis /  Brad Drewett con il punteggio di 7–5, 6–2